# Pavel Bykov
Pavel Pavlovič Bykov (in russo Павел Павлович Быков?; Novosibirsk, 24 aprile 1982) è uno schermidore russo, specializzato nella sciabola.

## Palmarès
In carriera ha conseguito i seguenti risultati:
- Mondiali di scherma

Catania 2011: oro nella sciabola a squadre.
- Europei di scherma

Sheffield 2011: bronzo nella sciabola a squadre.
Legnano 2012: oro nella sciabola a squadre.